# California Spangled
| California Spangled                          | California Spangled                          |
| Standard: kein aktueller Standard vorhanden! | Standard: kein aktueller Standard vorhanden! |
| -------------------------------------------- | -------------------------------------------- |
| Schulterhöhe                                 |                                              |
| Länge                                        |                                              |
| Gewicht                                      | 4–7 kg                                       |
| erlaubte Farben                              | Westliche Farben als Self, Smoke und Silver  |
| nicht erlaubte Farben                        |                                              |
| erlaubte Fellzeichnung                       | Spotted-Tabby                                |
| Liste der Katzenrassen                       |                                              |

Die California Spangled ist eine Katzenrasse, die gezüchtet wurde, um getupfte Wildkatzen wie Ozelot oder Leopard in die Wohnung zu bringen. Die Zucht wurde in den 1970er Jahren begonnen. Sie ist eine seltene Rasse. Die Beliebtheit zweier weiterer getupfter Katzenrassen (Ocicat und Bengalen) überschatteten ihre Entwicklung. So ist sie sowohl aus allen Organisationen der Katzenzüchter, in der sie anerkannt war, als auch aus den Angeboten der Katzenzüchter selbst verschwunden. Zuchtbemühungen bei dieser Rassekatze sind nur noch in Ansätzen vorhanden.
Der Anthropologe Louis Leakey erlebte den Tod eines Leoparden durch Wilderer. Dadurch regte er den Kalifornier Paul Arnold Casey Jr. dazu an, eine Hauskatze zu züchten, die wie ein kleiner Leopard aussieht. Dies würde die Notwendigkeit herausstellen, den Leoparden zu schützen. Casey starb am 23. April 2007 in Los Angeles, Kalifornien. Er war 60 Jahre alt.
Die California Spangled ist eine Kreuzung aus vielen Rassen, wie Abessinier, American Shorthair und Britisch Kurzhaar.

## Körperliche Merkmale
Auf den ersten Blick erscheint die Katze wie ein kleiner Leopard. Sie hat einen langen, schlanken aber muskulösen Körper mit Tupfen. Die Tupfen sollen möglichst rund sein, können aber auch quadratisch, dreieckig, oval oder rechteckig sein. Der Kopf ist rundlich, mit stark ausgeprägter kräftiger Schnauze, auffallende Wangenknochen und große Schnurrhaarkissen. Die Ohren sind abgerundet und leicht nach außen gerichtet. 
Die Farben der California Spangled sind: Schwarz, Blau, Gold, Silber, Bronze oder Weiß. California Spangled sehen zwar wild aus, sind aber reine Hauskatzen und lieben es, mit ihren Menschen zu spielen.

## Geschichte
Paul Arnold Casey Jr., ein Drehbuchautor und Dramatiker, begründete die Zucht nach seiner Rückkehr aus Tansania, wo er mit Louis Leakey in den 1970er Jahren zusammengearbeitet hatte. In der Novelle Open the Coffin ist seine Reise in Afrika und die folgende Zucht der California Spangled aufgezeichnet.
Die Katze wurde wegen ihres Aussehens auch als „Hausleopard“ bezeichnet. Als Grund für die Zucht dieser Rasse nannte der Züchter, dass die Menschen nicht das Fell würden tragen wollen, das ihr Haustier hat.
Die California Spangled wurde erstmals 1986 im Weihnachtskatalog von Neiman Marcus vorgestellt, einer amerikanischen Kette von Luxuskaufhäusern, also nicht auf einer Katzenausstellung wie dies bei den meisten anderen Rassen der Fall ist.

## Charakter
California Spangled sind anhänglich, sozial, neugierig und widmen sich gänzlich ihren Besitzern. Sie reagieren stark auf Augenkontakt und lieben es, aktiv zu sein. Sie sitzen gerne auf der Schulter oder in Augenhöhe, so dass sie genau sehen können, was um sie herum vorgeht. Die Katzen sind für ihre Intelligenz, ihre athletischen Fähigkeiten, ihre große Energie und ihre akrobatischen Fähigkeiten bekannt. California Spangled stürzen sich auf alles Mögliche und haben einen ausgeprägten Jagdinstinkt. Sie mögen auch Spiele, bei denen ihr Besitzer einen großen Anteil hat.